# ويليام إليسون بوغز
ويليام إليسون بوغز (بالإنجليزية: William Ellison Boggs)‏ هو أكاديمي أمريكي، ولد في 12 مايو 1838، وتوفي في 20 أغسطس 1920 في بالتيمور في الولايات المتحدة.